# خفاش هندوراس الأبيض
خفاش هندوراس الأبيض (الاسم العلمي: Ectophylla alba) (بالإنجليزية: Honduran white bat)‏ هو حيوان طائر من صف الثدييات يعيش في الغابات الرطبة في أمريكا الوسطى.

## الوصف
هو خفاش صغير الحجم، طوله من 3.7 إلى 4.7 سم، وليس له ذيل ظاهر، ولونه أبيض، كما أنَّ لون وجهه وأذنيه وجزء من ذراعيه تظهر باللون الأصفر البرتقالي، بينما العينان والأجنحة سوداء، وككل الأنواع من فصيلته، فإن أنفه مثلث الشكل.
يتغذى هذا الخفاش على الفواكه ويعيش في أوراق نبات موز الجنة البري التي يَصنع منها ملجأ له.

## نطاق الإنتشار
ينتشر الخفاش الأبيض في الهندوراس، نيكاراغوا، كوستاريكا وبنما بأمريكا الوسطى.

## وصلات خارجية
- http://www.batworld.org
- http://www.batcon.org
- http://chiroptera.actifforum.com/t188-la-chauve-souris-blanche-ectophylla-alba